# Démolition des propriétés palestiniennes par Israël

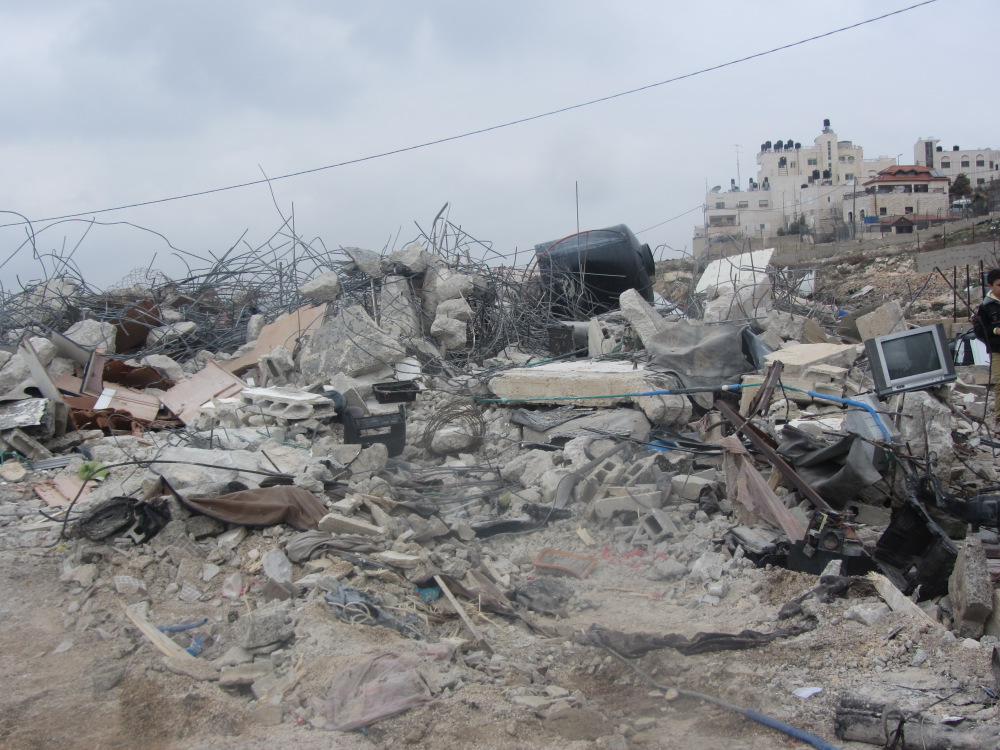
Démolition de la maison où se trouvaient deux appartements de la famille Idris. (Beit Hanina, 2014)

La démolition de propriétés palestiniennes par Israël fait référence à une politique israélienne de démolition de propriétés privées palestiniennes dans les territoires palestiniens occupés occupés depuis 1967, à la suite de la guerre des Six jours. Les démolitions peuvent être classées comme administratives, punitives/dissuasives ou à la suite d'opérations militaires.

## Contexte
Le comité israélien contre les démolitions de maisons a estimé qu'Israël avait rasé 49 532 structures palestiniennes en 2019. Officiellement, les démolitions de maisons administratives sont effectuées pour faire respecter les codes et réglementations du bâtiment qui, dans les territoires palestiniens occupés, sont établis par l'armée israélienne. Les critiques affirment qu'ils sont utilisés comme un moyen de judaïser des parties du territoire occupé, en particulier Jérusalem-Est. Les démolitions punitives de maisons consistent à démolir les maisons de Palestiniens ou de voisins et de parents de Palestiniens soupçonnés d'actes violents contre des Israéliens. Celles-ci ciblent les maisons où vivent les suspects. Les partisans de la méthode affirment qu'elle dissuade contre la violence,,, tandis que les critiques affirment que son efficacité n'a pas été prouvée et qu’elle pourrait même déclencher plus de violence. Les démolitions punitives de maisons ont été critiquées par des organisations de défense des droits de l'homme comme une forme de punition collective et donc comme un crime de guerre au regard du droit international public.

## Méthode

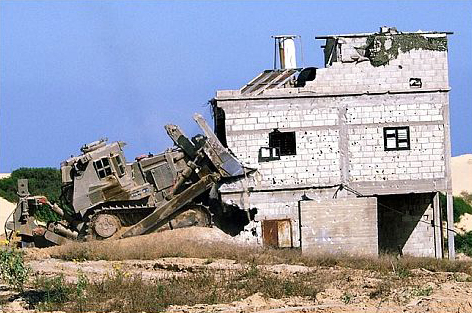
Un bulldozer blindé Caterpillar D9 de Tsahal rasant une maison pendant la deuxième Intifada (2000-2005).

Les démolitions sont effectuées par le Corps du génie de combat de l'armée israélienne à l'aide de bulldozers blindés, généralement des Caterpillar D9 modifiés par Tsahal, mais aussi avec des excavatrices (pour les bâtiments à plusieurs étages) et des chargeuses sur pneus (pour les petites maisons à faible risque) modifiées par Tsahal. Le Caterpillar D9 lourdement blindé de Tsahal est souvent utilisé lorsqu'il existe un risque de démolition du bâtiment (par exemple lorsque des insurgés armés sont barricadés à l'intérieur ou que la structure est équipée d'explosifs et de pièges). Les bâtiments de plusieurs étages, les appartements et les laboratoires d'explosifs sont démolis par des engins explosifs, installés par des experts en démolition de Tsahal de Sayeret Yael de Yaalom. Amnesty International a également rapporté des démolitions de maisons menées par Tsahal à l'aide de « charges explosives puissantes ».

## Démolition administrative

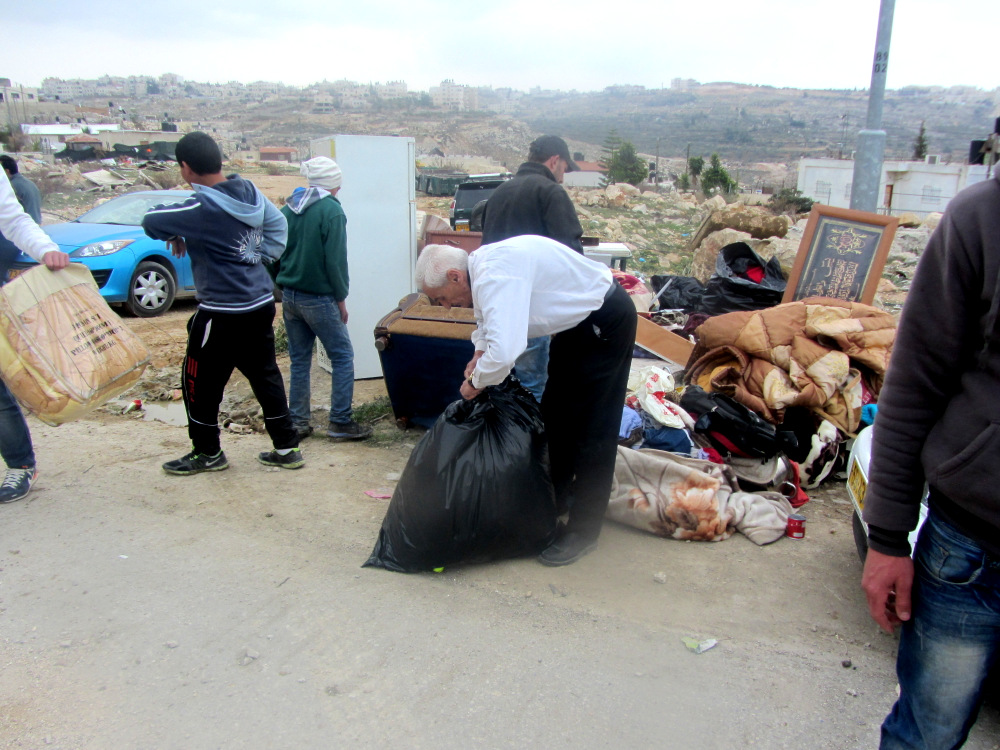
La famille Idris récupérant ses affaires après la démolition (Beit Hanina, 2014).

Certaines démolitions de maisons sont effectuées parce que les maisons auraient été construites sans permis ou enfreindraient divers codes, ordonnances ou règlements du bâtiment. Amnesty International affirme que les autorités israéliennes refusent en fait systématiquement les demandes de permis de construire dans les zones arabes comme moyen de s'approprier des terres. Ceci est contesté par des sources israéliennes, qui affirment que les Arabes et les Juifs bénéficient d'un taux similaire d'approbation des demandes.

## Démolition punitive/dissuasive

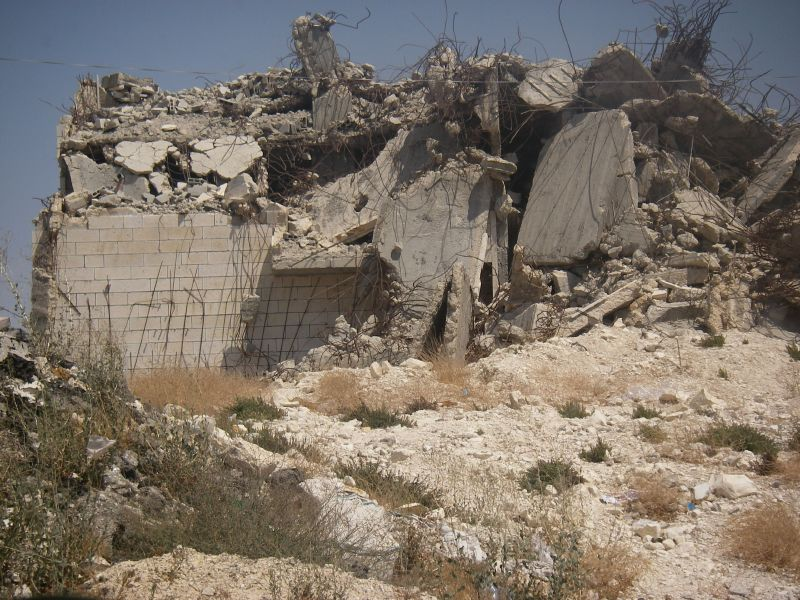
Une maison palestinienne après sa démolition par les forces militaires israéliennes.

Bien que révoqués par les Britanniques,, les Règlements de défense obligatoire de la Palestine (d'urgence) ont été adoptés par Israël lors de sa formation. Ces règlements donnaient le pouvoir aux commandants militaires de confisquer et de raser « toute maison, structure ou terrain... dont il est convaincu qu'ils ont commis... toute infraction à ces règlements impliquant une violence ».
En 1968, après qu'Israël a occupé la Cisjordanie et Gaza, Theodor Meron, alors conseiller juridique du ministère israélien des Affaires étrangères, a informé le bureau du Premier ministre dans un mémorandum top secret que les démolitions de maisons, même celles de terroristes présumés, violaient la loi de 1949. Quatrième Convention de Genève sur la protection des civils en temps de guerre. Entreprendre de telles mesures, comme si elles étaient dans la continuité des réglementations d'urgence obligatoires britanniques, pourrait être utile en tant que hasbara mais n'était « juridiquement pas convaincant ». Le conseil a été ignoré. Son point de vue, selon Gershom Gorenberg, est partagé par presque tous les spécialistes du droit international, y compris d'éminents experts israéliens. La pratique de la démolition des maisons palestiniennes a commencé dans les deux jours suivant la conquête de la zone de la vieille ville de Jérusalem connue sous le nom de quartier marocain, adjacente au mur des lamentations. L'une des premières mesures adoptées, sans autorisation légale, lors de la conquête de Jérusalem en 1967 a été d'expulser 650 Palestiniens de leurs maisons au cœur de Jérusalem et de réduire leurs maisons et sanctuaires en décombres afin de faire place à la construction de la place du mûr occidental . Depuis le début de l'occupation des territoires palestiniens jusqu'en 2019, selon une estimation de l'ICAHD, Israël a rasé 49 532 structures palestiniennes, avec un déplacement concomitant de centaines de milliers de Palestiniens. Israël considère sa pratique comme une forme de dissuasion du terrorisme, puisqu'un militant est ainsi contraint de considérer l'effet de ses actions sur sa famille. Avant la première Intifada, la mesure était considérée comme n'étant utilisée que dans des circonstances exceptionnelles, mais avec ce soulèvement, elle est devenue monnaie courante, ne nécessitant plus l'approbation du ministre de la Défense mais une mesure laissée à la discrétion des commandants régionaux. Israël a fait sauter 103 maisons en 1987 ; l'année suivante, ce nombre est passé à 423. 510 maisons palestiniennes d'hommes présumés impliqués ou condamnés pour des infractions à la sécurité, ou parce que ces maisons servaient de paravents à des actions hostiles à l'armée ou aux colons israéliens, ont été démolies. Par ailleurs, 110 autres ont été bombardées en pensant que des hommes armés se trouvaient à l'intérieur, et au total 1 497 autres ont été rasées faute de permis de construire israéliens, laissant environ 10 000 enfants sans abri. Entre septembre 2000 et fin 2004, sur les 4 100 maisons rasées par Tsahal dans les territoires, 628 abritant 3 983 personnes, étaient relatives à un membre de famille impliqué dans la Seconde intifada. De 2006 au 31 août 2018, Israël a démoli au moins 1 360 logements palestiniens en Cisjordanie (sans compter Jérusalem-Est ), faisant perdre leur logement à 6 115 personnes – dont au moins 3 094 mineurs. 698 d'entre eux, les maisons de 2 948 Palestiniens dont 1 334 mineurs, ont été rasées dans la vallée du Jourdain (janvier 2006-septembre 2017). Les violations des codes du bâtiment sont une infraction pénale dans la loi israélienne, et cela n'a été étendu à la Cisjordanie qu'en 2007. Entre 2004 et 2020, Israël a démoli ou contraint les propriétaires à démolir 1 097 maisons à Jérusalem-Est, laissant 3 579 personnes dont 1 899 mineurs sans abri. Le nombre de maisons démolies dans le reste de la Cisjordanie entre 2006 et le 30 septembre 2018 est estimé à au moins 1 373, entraînant le sans-abrisme de 6 133 Palestiniens, dont 3 103 mineurs. Aucun colon n'a jamais été poursuivi pour s'être livré à de telles infractions, et seulement 3 % des violations signalées par les colons ont conduit à des démolitions. Même les huttes des bergers, sur lesquelles les taxes ont été dûment payées, peuvent être démolies.
Au cours de la deuxième Intifada, Tsahal a adopté une politique de démolition de maisons à la suite d'une vague d'attentats-suicides . Israël a justifié la politique sur la base de la dissuasion contre le terrorisme et en incitant les familles des kamikazes potentiels à dissuader le kamikaze d'attaquer. Des démolitions peuvent également se produire au cours des combats. Au cours de l'opération Bouclier défensif, plusieurs soldats de Tsahal ont été tués au début du conflit alors qu'ils fouillaient des maisons contenant des militants. En réponse, Tsahal a commencé à employer une tactique consistant à encercler ces maisons, à appeler les occupants (civils et militants) à sortir et à démolir la maison au-dessus des militants qui ne se rendent pas. Cette tactique, appelée nohal sir lachatz (hébreu : נוהל סיר לחץ), est désormais utilisée dans la mesure du possible (c'est-à-dire un bâtiment sans plusieurs hauteurs séparé des autres maisons). Lors de certains incidents de combat intenses, en particulier lors de la bataille de Jénine en 2002 et de l'opération Rainbow à Rafah en 2004, des bulldozers Caterpillar D9 lourdement blindés de Tsahal ont été utilisés pour démolir des maisons afin d'élargir les ruelles, de découvrir des tunnels ou de sécuriser des emplacements pour les troupes de Tsahal. Le résultat a été une utilisation aveugle des démolitions contre des logements civils sans lien avec le terrorisme qui a laissé 1 000 personnes sans abri dans le camp de réfugiés de Rafah,.
Selon un rapport d'Amnesty International en 1999, les démolitions de maisons se font généralement sans avertissement préalable et les habitants de la maison ont peu de temps pour évacuer. Selon un rapport de Human Rights Watch de 2004, de nombreuses familles de Rafah possèdent un groupe de maisons. Par exemple, la famille peut posséder une « petite maison des premiers jours dans le camp, souvent avec rien de plus qu'un toit en amiante ». Plus tard, les fils construiront des maisons à proximité lorsqu'ils fonderont leur propre famille.
En février 2005, le ministère de la Défense ordonne l'arrêt des démolitions de maisons dans le but de punir les familles des kamikazes sauf « changement extrême de circonstances ». Cependant, les démolitions de maisons continuent pour d'autres raisons.
En 2009, après une série d'attentats mortels perpétrés par des Palestiniens contre des Israéliens à Jérusalem, la Haute Cour de justice israélienne a statué en faveur de Tsahal pour sceller avec du ciment les maisons familiales de terroristes palestiniens comme moyen de dissuasion contre le terrorisme. À titre de mesure punitive, une étude menée par un groupe de l'Université du Nord- Ouest et de l'Université hébraïque a conclu que les démolitions rapides ont entraîné une baisse des attentats-suicides pendant un mois et qu'elles sont un moyen de dissuasion efficace contre le terrorisme. Ils sont liés à l'identité du propriétaire de la maison, et entraînent une diminution significative des attentats terroristes palestiniens. À l'inverse, un rapport interne de Tsahal de 2005, analysant l'efficacité de la politique pendant la deuxième Intifada au cours de laquelle 3 000 maisons civiles ont été démolies, a constaté que les attaques terroristes ont augmenté après les démolitions de maisons, n'ont fait que stimuler la haine d'Israël, les dommages causés l'ont emporté sur les avantages, et recommandé que la pratique soit abandonnée,.
Amnesty International a critiqué l'absence de procédure régulière dans l'utilisation des démolitions de maisons par Israël. De nombreuses démolitions sont effectuées sans avertissement ni possibilité pour le propriétaire de faire appel. En 2002, une affaire de démolition proposée a été portée en appel devant la Cour suprême israélienne qui a statué qu'il devait y avoir un droit d'appel à moins que cela ne « mette en danger la vie d'Israéliens ou s'il y a des activités de combat dans les environs ». Dans une décision ultérieure, la Cour suprême a décidé que les démolitions sans préavis ni procédure régulière pouvaient être effectuées si un préavis empêchait la démolition. Amnesty décrit cela comme « un feu vert virtuel » à la démolition sans avertissement.
L'identité palestinienne est profondément imprégnée du sentiment de perte nationale et de place engendré par la Nakba, et selon les médecins qui étudient les Cisjordaniens dont les maisons ont été détruites, de tels événements provoquent une retraumatisation de la Nakba dans les familles touchées .
Le 8 juillet 2021, les forces de l'armée israélienne ont démoli un luxueux manoir à Turmus Ayya qui était la maison familiale de Sanaa Shalabi, qui y vivait seule avec trois de ses sept enfants. Elle était l'ex-épouse de Muntasir Shalabi, un palestino-américain qui a assassiné un citoyen israélien en mai. L'épouse est séparée de Muntasir depuis 2008 et son mari a épousé trois autres femmes entre-temps et est resté dans la maison deux mois par an pour des visites familiales. L'ambassade des États-Unis en Israël a déclaré que « la maison de toute une famille ne devrait pas être démolie pour les actions d'un seul individu »,. Gideon Levy a qualifié cette démolition d'exemple d'apartheid puisque les terroristes juifs ne voient jamais leurs maisons familiales détruites
.
Fin juillet 2024, l’organisme gouvernemental supervisant l’exécution des démolitions a été placé sous l’autorité du ministre de la sécurité nationale, Itamar Ben-Gvir, figure de l'extrême-droite israélienne.

## Statistiques
Au moins 741 Palestiniens en Cisjordanie occupée et à Jérusalem-Est se sont retrouvés sans abri entre janvier et le 30 septembre 2020 en raison de démolitions, selon les données compilées par le groupe israélien de défense des droits B'tselem.
Au 23 août 2020, 89 unités résidentielles avaient été démolies à Jérusalem-Est, contre 104 en 2019 et 72 en 2018. Au cours des trois premières semaines d'août, 24 maisons ont été démolies.
Le village palestinien d'Aqabah, situé dans le nord-est de la Cisjordanie, est menacé par des ordres de démolition émis par l' administration civile israélienne contre l'ensemble du village. L'administration civile avait auparavant exproprié de vastes étendues de terres enregistrées à titre privé dans le village et, en mai 2008, elle a menacé de démolir les structures suivantes : la mosquée, la clinique médicale financée par le gouvernement britannique, le jardin d'enfants financé par la communauté internationale, l'Association des femmes rurales bâtiment, les routes, le réservoir d'eau et presque toutes les maisons privées. Selon la Rebuilding Alliance, une organisation basée en Californie qui s'oppose aux démolitions de maisons, Haj Sami Sadek, le maire du village, a fait circuler une lettre ouverte demandant de l'aide,. Gush Shalom, le Bloc de la paix israélien et le Comité israélien contre les démolitions de maisons soutiendraient la campagne.
Selon l'ONU, à Jérusalem-Est, 1 175 maisons palestiniennes ont ainsi été détruites par les autorités israéliennes en 2023, et 1 617 en 2024.

### Conflits récents
La démolition de maisons a été utilisée de manière intermittente par le gouvernement israélien pendant la seconde Intifada. Plus de 3 000 maisons ont ainsi été détruites. La démolition de maisons a été utilisée pour détruire les maisons familiales de Saleh Abdel Rahim al-Souwi, auteur du massacre du bus 5 de Tel-Aviv, et de Yahia Ayache, fabricant de bombes en chef du Hamas, connu sous le nom de « l'ingénieur », ainsi que les auteurs des premier et deuxième massacres des bus 18 de Jérusalem et de l' attentat à la bombe à la gare routière d'Ashkelon.
Selon Peace Now, les autorisations de construction dans les colonies israéliennes à Jérusalem-Est ont augmenté de 60 % depuis que Trump est devenu président des États-Unis en 2017. Depuis 1991, les Palestiniens qui constituent la majorité des habitants de la région n'ont reçu que 30 % des permis de construire.

### Zone C
Selon B'tselem, depuis les accords d'Oslo de 1993, Israël a émis plus de 14 600 ordres de démolition d'infrastructures palestiniennes, dont il a réalisé environ 2 925. Au cours de la période 2000-2012, les Palestiniens n'ont reçu que 211 permis de construire, de 2009 à 2012, seuls 27 permis ont été accordés.
Le 7 juillet 2021, le Conseil norvégien pour les réfugiés (NRC) dit qu'Israël avait déclaré Humsa al-Bqai'a une « zone militaire fermée » et en avait bloqué l'accès aux observateurs internationaux. Le NRC a déclaré que les autorités israéliennes doivent « mettre immédiatement un terme aux tentatives de transfert forcé d'environ 70 Palestiniens, dont 35 enfants » à la suite de la démolition de la propriété de la communauté bédouine pour la septième fois depuis novembre 2020,.

## Statut légal
Le recours à la démolition de maisons en vertu du droit international est aujourd'hui régi par la quatrième convention de Genève, promulguée en 1949, qui protège les non-combattants dans les territoires occupés. L'article 53 dispose que « Toute destruction par la Puissance occupante de biens immobiliers ou mobiliers appartenant individuellement ou collectivement à des particuliers… est interdite, sauf si cette destruction est rendue absolument nécessaire par des opérations militaires ». La démolition de maisons est considérée comme une forme de punition collective ». Selon le droit de l'occupation, la destruction de biens, sauf pour des raisons de nécessité militaire absolue, est interdite.
Cependant, Israël, qui fait partie de la quatrième Convention de Genève, affirme que les termes de la Convention ne sont pas applicables aux territoires palestiniens au motif que les territoires ne constituent pas un État partie à la quatrième Convention de Genève,,. Cette position est rejetée par des organisations de défense des droits de l'homme comme Amnesty International, qui note que « c'est un principe fondamental du droit des droits de l'homme que les traités internationaux relatifs aux droits de l'homme s'appliquent dans tous les domaines où les États parties exercent un contrôle effectif, qu'ils soient ou non souverains dans cette zone. »

## Justification et critique

### En faveur
La démolition de maisons est généralement justifiée par Tsahal pour des raisons militaires ou administratives. Notamment :
- La dissuasion, obtenue en dissuadant ceux qui commettent ou sont soupçonnés d'avoir participé à la perpétration d'attentats[4] Benmelech, Berrebi et Klor appellent les démolitions de ce type, ciblant les maisons des terroristes « démolitions punitives »[15].
- Les types suivants[Lesquels ?] sont qualifiés de « démolitions préventives » par Benmelech, Berrebi et Klor, quelle que soit la punition qu'ils peuvent ressentir pour les familles touchées[15].
- Contre-terrorisme, en détruisant des installations militantes telles que des laboratoires de bombes, des usines d'armes, des entrepôts d' armes et de munitions, des quartiers généraux, des bureaux et autres[réf. nécessaire].
- Faire sortir un individu barricadé à l'intérieur d'une maison, qui peut être truffée d'explosifs, sans risquer la vie des soldats[réf. nécessaire].
- Autodéfense, en détruisant d'éventuelles cachettes et des poteaux de grenades propulsées par fusée ou de canons[59].
- Génie de combat, ouvrant la voie aux chars et véhicules blindés de transport de troupes[réf. nécessaire].
- Détruire des structures truquées avec des pièges et des explosifs afin de prévenir les risques pour les soldats et les civils[réf. nécessaire].

### Contre
Les Nations Unies (ONU) et des groupes de défense des droits de l'homme tels qu'Amnesty International et le Comité international de la Croix-Rouge s'opposent aux démolitions de maisons et rejettent les affirmations de Tsahal. Ils documentent de nombreux cas où ils soutiennent que les affirmations de Tsahal ne s'appliquent pas. Ils accusent le gouvernement israélien et Tsahal d'autres motifs [non neutre]:
- Punition collective, la punition d'un Palestinien innocent « pour une infraction qu'il n'a pas personnellement commise »[60].
- Vol de terres palestiniennes par annexion pour construire la barrière israélienne en Cisjordanie ou pour créer, étendre ou autrement profiter aux colonies israéliennes[61],[62].

Selon l'ONU, environ 1 500 maisons ont été démolies par Tsahal rien que dans la région de Rafah au cours de la période 2000-2004.
En 2004, Human Rights Watch a publié le rapport Razing Rafah: Mass Home Demolitions in the Gaza Strip ,. Le rapport documente ce qu'il décrit comme un « schéma de démolitions illégales » par Tsahal à Rafah, un camp de réfugiés et une ville à l'extrémité sud de la bande de Gaza, à la frontière avec l'Égypte, où seize mille personnes ont perdu leurs maisons après que le gouvernement israélien a approuvé un plan d'extension de la « zone tampon » de facto en mai 2004,. Les principales justifications déclarées par Tsahal pour les démolitions étaient de répondre et de prévenir les attaques contre ses forces et la suppression de la contrebande d'armes à travers les tunnels depuis l'Égypte.
L'efficacité des démolitions de maisons comme moyen de dissuasion a été remise en question. En 2005, une commission de l'armée israélienne chargée d'étudier les démolitions de maisons n'a trouvé aucune preuve d'une dissuasion efficace et a conclu que les dommages causés par les démolitions l'emportaient sur son efficacité. En conséquence, Tsahal a approuvé les recommandations de la commission de mettre fin aux démolitions punitives de maisons palestiniennes.
Un certain nombre d'organisations de défense des droits humains, dont Human Rights Watch et l'ICAHD, s'opposent à cette pratique. Human Rights Watch a soutenu que cette pratique viole les lois internationales contre les châtiments collectifs, la destruction de biens privés et l'usage de la force contre des civils.
En mai 2008, une agence de l'ONU a déclaré que des milliers de Palestiniens en Cisjordanie occupée risquaient d'être déplacés alors que les autorités israéliennes menaçaient de démolir leurs maisons et, dans certains cas, des communautés entières. « À ce jour, plus de 3 000 structures appartenant à des Palestiniens en Cisjordanie ont des ordres de démolition en attente, qui peuvent être exécutés immédiatement sans avertissement préalable », a déclaré le Bureau de la coordination des affaires humanitaires de l'ONU dans un rapport.
Selon Amnesty International, « La destruction de maisons, de terres agricoles et d'autres biens palestiniens dans les territoires occupés, y compris Jérusalem-Est, est inextricablement liée à la politique de longue date d'Israël consistant à s'approprier autant que possible les terres qu'il occupe, notamment en créant des colonies israéliennes ». En octobre 1999, pendant le «  processus de paix » et avant le début de la deuxième Intifada, Amnesty International écrivait que : « bien plus d'un tiers de la population palestinienne de Jérusalem-Est vit sous la menace de la démolition de sa maison. . . . Des maisons menacées existent dans presque toutes les rues et il est probable que la grande majorité des Palestiniens vivent dans ou à côté d'une maison qui doit être démolie » .Le Dr Meir Margalit du Comité israélien contre les démolitions des propriétés écrit :

« L'esprit est qu'une menace nationale appelle une réponse nationale, invariablement agressive. En conséquence, une maison juive sans permis est un problème urbain ; mais une maison palestinienne sans permis est une menace stratégique. Un Juif qui construit sans permis « fait le pied de nez à la loi » ; un Palestinien faisant la même chose défie la souveraineté juive sur Jérusalem. »

L'historien israélien Yaacov Lozowick, cependant, a laissé entendre qu'il existe une base morale pour démolir les maisons des familles des kamikazes, déclarant :

« Démolir les maisons de civils simplement parce qu'un membre de la famille a commis un crime est immoral. Si, cependant,... les meurtriers-suicides potentiels... s'abstiennent de tuer de peur que leurs mères deviennent sans abri, il serait immoral de laisser les mères palestiniennes intactes dans leurs maisons pendant que des enfants israéliens meurent dans leurs bus scolaires" . »

En mai 2004, le ministère israélien des Affaires étrangères a publiquement déclaré :

« ... l'autre moyen employé par Israël contre les terroristes est la démolition des maisons de ceux qui ont perpétré des attentats-suicides ou d'autres attentats graves, ou de ceux qui sont responsables d'avoir envoyé des kamikazes dans leurs missions meurtrières. Israël dispose de peu de moyens disponibles et efficaces dans sa guerre contre le terrorisme. Cette mesure est employée pour assurer une dissuasion efficace des auteurs et de leurs répartiteurs, et non comme une mesure punitive. Cette pratique a été examinée et confirmée par la Haute Cour de justice" . »

 La secrétaire d'État américaine Hillary Clinton a critiqué les projets du gouvernement israélien de démolir des maisons palestiniennes à Jérusalem-Est, qualifiant cette action de violation des obligations internationales. Une étude d'efficacité de janvier 2015 par Efraim Benmelech, Berrebi et Klor fait la distinction entre les « démolitions punitives », dans lesquelles les maisons appartenant aux familles des terroristes sont démolies, et les « démolitions préventives », telles que la démolition d'une maison bien placée pour être utilisée. par des tireurs d'élite palestiniens. Leurs résultats, que The New Republic qualifie de « politiquement explosifs », indiquent que les  « démolitions préventives » ont provoqué une « augmentation de 48,7 % du nombre de terroristes suicidaires d'un district moyen », tandis que dans les mois qui ont immédiatement suivi une démolition, les démolitions punitives ont entraîné une baisse des attentats terroristes de 11,7 à 14,9 %. Cependant, Klor a décrit plus tard l'effet des démolitions punitives comme "petites, localisées et diminuant avec le temps" et a suggéré que la La vraie raison pour laquelle elles ont été menées était « d'apaiser le public israélien ».

Le juge de la Cour suprême Menachem Mazuz, qui a pris sa retraite du tribunal en avril 2021, était l'un des rares juges à s'être opposé aux démolitions de maisons en raison des actions d'un membre de la famille. Il a dit à Haaretz que :

« Je suis allé à contre-courant explicitement et consciemment. Je considérais la démolition des maisons comme immorale, contraire à la loi et d'une efficacité douteuse. Mon sentiment était que cela avait été fait pour apaiser l'opinion publique, et que les dirigeants, eux aussi, sont conscients que ce n'est pas ce qui empêchera le prochain acte de terreur. »